# Podophthalmus minabensis
Podophthalmus minabensis is een krabbensoort uit de familie van de Portunidae. De wetenschappelijke naam van de soort is voor het eerst geldig gepubliceerd in 1961 door Sakai.